# Зоран Р. Вујовић
Зоран Р. Вујовић (Љубљана, 17. мај 1962 — Београд, 2. jун 2019) био је српскохрватски фотограф и сниматељ. У младости је био глумац а бавио се и видео уметношћу.
У РТВ Студио Б провео је скоро три деценије, а оно по чему ће остати упамћен јесу црно беле фотографије људи и рок група који су, својим начином живота и музиком, обележили осамдесете и прву половину деведесетих година у Београду, главном граду бивше Југославије. Зоран Вујовић био је познат по надимцима Вуја, Вујке, а на културно уметничкој сцени појављивао се и под псеудонимом Alhazar Wolf.
Зоранов млађи брат Горан басиста је у бендовима од којих је најпознатији био Ду Ду А.

## Биографија

### 1962—1979.
Његов отац Радован, родом из Ивањице, био је војно лице, подофицир Југословенске народне армије, а мајка Ана пореклом је из Далмације (Хрватска). Године 1965. он се са родитељима доселио на Нови Београд. Похађао је Основну школу Јован Дучић (некада Јосип Броз Тито). Током основног школовања Зорана је највише занимало ликовно васпитање, те посећивање изложби у Музеју савремене уметности изграђеном 1965. године на ушћу Саве у Дунав, са новобеоградске стране. Што се тиче ваннаставних активности, уз оца који је био велики заљубеник у филм, Зоран је и сам веома рано развио љубав према покретној фотографији. Након завршене основне школе уписао је Школу за дизајн са намером да постане сликар. Међутим, захваљујући професору - фотографу Миодрагу Ђорђевићу и његовом неконвенционалном приступу настави, интерес за фотографију је преовладао. Први фото апарат, Зенит Б, Зоран је узео од свог друга са циљем да помоћу њега реши један дизајнерски задатак. У школској лабораторији, уз асистенцију професора Ђорђевића, успео је да развије први филм. Подршка породице Зорану је значила много. Убрзо је купио бољи фото апарат, набавио неопходну опрему и литературу и у свом стану импровизовао лабораторију за развијање филмова. Било је то време аналогне или филм фотографије.

### 1980—1989.
Почетком осамдесетих година Београд је постао седиште неформалног музичког покрета унутар југословенске рок културе. У том седишту Зоран је наставио да се развија као фотограф, како формално тако и неформално. Своје прве фотографије објавио је 1982. године у часопису Видици који је у Београду почео да излази почетком осамдесетих година. Била је то серија фотографија на којима је Зоранов друг имитирао Мошу Пијаде, а уредник Видика Славица Стојановић изабрала их је као илустрацију за текст Мише Павловића Анархизам и марксизам. Потом је почео да сарађује и са Магазином Студент, Независним омладинским новинама (НОН), Политиком, Поп Рок-ом. У Унион Филму који је 1980. године променио назив и мисију (из Удружења за приказивање биоскопских филмова посветио се продукцији сопствених филмова) радио је као сценски фотограф - снимао је објекте на терену који се могу наћи у филму. Међутим, важно је истаћи да, захваљујући фотографисању људи и рок бендова који су својим начином живота и музиком обележили нови талас у Београду, Зоран је и сам постао његов део. 
Кренем прво у Мањеж, па одатле и у друге кафане (Шуматовац, Морнар, прим. аут.). Свуда где се окупљало друштво... (Студентски културни центар или СКЦ, Академија, прим. аут.). - описује Зоран свој живот осамдесетих година у Београду. - Ни сам не знам како сам успео да направим толико фотографија на таквим местима. ... Многи ме питају да ли сам спавао до почетка деведесетих (обзиром да су тих година журке по београдским становима биле веома честе, прим. аут.).
Новинар Веља Павловић је о Зорановом животу и раду осамдесетих година написао:
Журке су цветале широм града, Вујке је био јунак многих као градска фаца и млади уметник од кога се очекује. Срећом по све нас, у тим ситуацијама он није пазио само на свој статус у граду већ је страсно бележио фотоапаратом, сви смо мислили фриволне и пролазне сцене београдских журки, а сад на тим фоткама видимо најбоље ухваћен дух једног времена. ... Осим журки, Вујке је страсно био заинтересован за личности које тад ступају на друштвену сцену, а СКЦ их је био препун - од лажних месија до будућих амбасадора. ... Кад вас је фотографисао, прилику сте доживљавали као част, комплимент и пар пријатних тренутака које ћете провести у непрекидном ћаскању с њим, што се на многим фотографијама лепо види, па гледалац фотке има утисак да разговара или комуницира с оним кога је Вујке ко зна кад сликао. На тај начин он се, кренувши од life фотографије Анри Картије-Бресона, која је залеђени тренутак у времену, приближавао свом другом узору, Ендију Ворхолу, чија фотка је и својеврстан коментар на тај залеђени моменат. 
Што се формалног образовања из области фотографије тиче, похађао је образовни смер за фоторепортере који је, 1985. године, при Југословенском институту за новинарство, покренуо  фотограф Томислав Петернек. Већина  младих људи, укљујући ту и Вујовића, којима је Петернек био ментор, постали су значајна имена у различитим областима фотографије.
Осим бављења фотографијом, Зоран се 1981. године у тек основаном Зид театру, неформалном позоришту режисера Катарине Спаић, први пут се сусрео са глумом. Следила је улога Зокија у филму Јована Јовановића Пејзажи у магли 1984. године. Овај натуралистички и готово документарни филм који говори о средњошколки из дисфункционалне породице чији се живот прерано завршава због злоупотребе наркотика први се озбиљно бави животом зависника од хероина у Београду у првој половини осамдесетих година. Наиме, у време проширивања домета личних слобода, као главне идеје новог таласа унутар једног режима који није више био тоталитаран, али је и даље био неслободан, број корисника хероина на београдским улицама и журкама нагло се повећао. Легенда каже да је сцена демолирања стана у апстиненцијалној кризи коју је Зоран у филму одиграо толико аутентична да је фасцинирала и самог Квентина Тарантина када ју је видео.
Захваљујући познанствима са професорима Факултета ликовних уметности (ФЛУ) која је стекао у кафани Код грчке краљице, Зоран је два пута недељно уређивао културни програм у клубу факултета који је убрзо добио назив Академија или Рупа. Углавном је радио перформансе.

### 1990—1999.
Године 1990. Зоран је објавио свој први рад из видео уметности посвећен Роберту Смитсону. Захваљујући млађем брату Горану који је био басиста у бендовима Кандински, White Rabbit Band, Ду ДУ А, Армагедон, Казна за уши снимио је концерте наших и страних група које су те године гостовале у Београду.

Концерт је као спортски догађај. - истиче Зоран разлику између фотографисања концерата и клупских свирки. - Мораш да познајеш музику и конфигурацију сале - да ли је бина висока или није. Треба да знаш где ће бити кулминација наступа, да познајеш карактер групе и какве фаце прави певач. Мораш брзо да се крећеш. Да имаш осећај. Рефлекс. ... Постао сам препознатљив по кривом кадру, кључном рецепту који посматрача директно уводи у простор, лудило, приближава га забави и весељу.
Крајем 1990. године Зоранов отац  изненада је преминуо. У току наредне две године због распада Југославије, ратова у њеним бившим републикама и увођења санкција атмосфера на културно уметничкој сцени у земљи променила се из основа, а страни бендови нису више могли да долазе у Београд. Године 1991. Зоран је почео да ради као сниматељ на Радио Телевизији Студио Б. На том месту остао је готово три деценије. Следеће године, 1992, уписао је студије камере на Факултету драмских уметности у Београду и почео да се бави снимањем видео спотова за рок групе које су још увек биле активне као и филмова. Године 1995. настао је Зоранов документарни филм Академија Република. У филму су кроз развој клуба Академија, те фотографије и сведочења људи који су учествовали у његовом оснивању, уређивању програма, свиркама, перформансима, модним ревијама или су просто долазили да би били виђени приказане турбуленције у земљи кроз промене на уметничкој, а пре свега музичкој сцени у периоду од 1981. до 1995. године.

О визији коју је Зоран имао деценију и по пре снимања филма говорио је глумац и музичар Петар Илић Ћирило:
Дугогодишњи ветеран ... је ... успео да за историју сачува један клуб у документарном филму који је урадио. А успомену на тај клуб, који је био жила куцавица града, пре Вујкета нико се није сетио да забележи, а имали смо сви обавезу да гомила ноћи које смо провели у њему не нестане у ходницима сећања...
Деведесете године завршавају се НАТО бомбардовањем СРЈ. Када је о декади ратних година реч, од великог је значаја истаћи да је Зоран, у оквиру свог посла, учествовао у друштвено политичким збивањима у земљи шта је добио међународну сатисфакцију - почаст храбром новинару (сниматељу и фотографу) и признање за допринос слободи штампе током 1999. године.

### 2000—2019.
Део Зоранових фотографија пропраћен његовим кратким причама као сећањима на време и место њиховог настајања које је записао новинар Петар Јончић издат је 2017. године од стране Службеног гласника под називом Деца сребрне емулзије: фотовизија 1981-2000. У реконструкцији времена обухваћеног у Зорановој монографији својим текстовима, коментарима и песмама помогли су: Веља Павловић, Зорица Нешовић, Урош Ђурић, Срђан Ђиле Марковић, Милена Марковић, Оливера Милош Тодоровић, Милорад Милинковић, Петар Илић Ћирило, Зоран Костић Цане и Бранко Росић.
Фотографије Зорана Вујовића сведочанство су двоструког времена. Сведочанство о осамдесетим годинама, кеје сада недвосмислено представљају елдорадо наших живота. Период када су новинари славног британског музичког листа НМЕ долазили у Београд не би ли ухватили кадрове из сцене која је важила за најзанимљивију у Европи после Енглеске. У књизи Зорана Вујовића налазе се фотографије клуба Академија који се такође налазио на препорукама енглеских магазина и новина које су обзнаниле да добар клупски провод може бити лоциран и негде доле на Балкану. Фотографије из катакомби младости многих, из Рајићеве улице, доказ су да је некада било шанси за нешто више. Сви ти јунаци из чувене Рупе, а и шире, налазе се у фото одблесцима безбрижности осамдесетих. И одмах након њих долазе деведесете које Вујовић испоручује као документ да су осамдесете окончане и с њима снови о Њујорку на Балкану. И опет су катакомбе Академије битне, али овај пут као азил од безнађа који се одиграва изнад Рајићеве и даље. Трећи сегмент књиге представљају хероине Београда ухваћене у кадровима безбрижних осамдесетих или туробних деведесетих. Вујовићева књига је компилација кадрова који су обележили један значајни период у Београду и учинили га захваљујући и овим страницама - бесмртним. - Бранко Росић
Зоран Вујовић умро је у Београду, 2. јуна 2019. године након кратке и тешке болести.

## Изложбе фотографија
Самосталне
- 1989: Space lift, Књижара Магаза, Београд
- 1990: 166 glamur Belgrade photos, Kлуб ФЛУ, Београд
- 2003: Галерија Флека, ФЛУ, Београд
- 2017: Retrospective, Клуб Манијак, Београд

Групне
- 1992: Београдска фотографска underground сцена, СКЦ, Београд
- 1993: Мануфактура, Б Галерија КЦ Београд, Београд
- 2016-2018: Иза екрана, Галерја Штаб, Галерија УЛУС и Галерија 73, Београд, КЦ Панчево, Панчево, Галерија Артгет КЦ Београд и Галерија СКЦ, Београд
- 2018: Деца сребрне емулзије, Галерија Про3ор, Београд[7]
- 2019: У потрази за анимом, Галерија СКЦ, Београд[8]

## Снимљени филмови
- 1994. Фрас се шири, режисер Оливера Милош Тодоровић
- 1995. Академија Република, ауторски филм Зорана Вујовића[3]
- 1995 Суперстварност, режисер Соња Савић
- 1996. С пута у непознато, режисер Оливера Милош Тодоровић
- 1999. Зона Б, режисер Раде Вучић

## Монографије
- Зоран Вујовић (2017) Деца сребрне емулзије: фотовизија 1981-2000, ЈП Службени гласник, Београд[6]

## Награде
- 1995: Награда новинара за филм Академија Република, Фестивал документарног и краткометражног филма, Београд
- 1995: Награда Енди Ворхол за камеру и аутентичну атмосферу у филму Академија Република, Кошице, Словачка
- 2017: Награда УЛУПУДС-а за монографију  Деца сребрне емулзије: фотовизија 1981-2000, 62. Међународни београдски сајам књига, Београд
- 2018: Трећа награда Захарије Орфелин у категорији за најлепшу књигу, Међународни сајам књига, Нови Сад
- 2018: Награда за најбоље опремљено уметничко издање, 13. Међународни сајам књига, Подгорица